# Jacopo Berengario da Carpi
Jacopo Berengario da Carpi, italijanski anatom, * 1460, † 1530.